# Cotrasportatore Na-K-Cl
Il cotrasportatore Na-K-Cl (NKCC) è una proteina canale di membrana presente sul lato apicale dell'epitelio dell'ansa di Henle, permette il simporto attivo di uno ione potassio, uno ione sodio e due ioni cloruro (Na+/K+/2Cl-) dal lume del segmento all'interno della cellula epiteliale, la sua azione è essenziale nella regolazione degli equilibri ionici e nell'osmolarità delle urine. Nell'uomo ci sono due isoforme di questa proteina di trasporto della membrana, NKCC1 e NKCC2, codificate da due geni diversi (rispettivamente SLC12A2 e SLC12A1). Due isoforme del gene NKCC1 / Slc12a2 derivano dal mantenimento (isoforma 1) o dallo skip (isoforma 2) dell'esone 21 nel prodotto genico finale. Un secondo tipo di questo cotrasportatore è presente nella stria vascolare della coclea, fondamentale per la formazione di una differenza di potenziale tra endolinfa e cellule sensoriali nell'Organo del Corti. La furosemide è un inibitore del NKCC e comporta quindi un'aumentata perdita di liquidi e di sali (diuresi) più difficoltà uditive a livello dell'orecchio interno.
NKCC1 è ampiamente distribuito in tutto il corpo umano; ha importanti funzioni negli organi che secernono fluidi. L'isoforma NKCC2 si trova specificamente nel rene, dove serve per estrarre sodio, potassio e cloruro dalle urine in modo che possano essere riassorbiti nel sangue.

## Funzione
Le proteine NKCC sono proteine di trasporto della membrana che trasportano ioni sodio (Na), potassio (K) e cloruro (Cl) attraverso la membrana cellulare. Poiché muovono ciascun soluto nella stessa direzione, le proteine NKCC sono considerate simulatori. Mantengono l'elettroneutralità spostando due soluti caricati positivamente (sodio e potassio) accanto a due parti di un soluto caricato negativamente (cloruro). Pertanto la stechiometria dei soluti trasportati è 1Na: 1K: 2Cl. Tuttavia, esiste una notevole eccezione nell'assone gigante di calamari poiché il simporto in questa speciale cellula ha una stechiometria di 2Na: 1K: 3Cl, sebbene l'elettroneutralità sia ancora mantenuta.

### NKCC1

#### Ghiandole esocrine
NKCC1 è ampiamente distribuito in tutto il corpo, specialmente nelle ghiandole esocrine. Nelle cellule di questi organi, l'NKCC1 si trova comunemente nella membrana basolaterale, la parte della membrana cellulare più vicina ai vasi sanguigni. La porzione basolaterale della NKCC1 dà la capacità di trasportare sodio, potassio e cloruro dal sangue nella cellula. Altri trasportatori permettono il movimento di questi soluti fuori dalla cellula attraverso la sua superficie apicale. Il risultato finale è che i soluti dal sangue, in particolare il cloruro, vengono secreti nel lume di queste ghiandole esocrine, aumentando la concentrazione luminale dei soluti e causando la secrezione di acqua per osmosi.

#### Coclea
Oltre alle ghiandole esocrine, NKCC1 è necessario per rendere ricca di potassio l'endolinfa ,presente nella coclea, un organo necessario per l'udito. L'inibizione di NKCC1, come nel caso della furosemide o di altri diuretici dell'ansa, può provocare sordità.

#### Cervello
NKCC1 è anche espresso in molte regioni del cervello durante lo sviluppo iniziale, ma non in età adulta. Questo cambiamento nella presenza di NKCC1 sembra essere responsabile dell'alterazione delle risposte ai neurotrasmettitori GABA e glicina da eccitatori a inibitori, che è stato suggerito essere importanti per lo sviluppo neuronale precoce. Finché i trasportatori di NKCC1 sono prevalentemente attivi, le concentrazioni interne di cloruro nei neuroni vengono aumentate rispetto alle concentrazioni di cloruro mature, che è importante per le risposte di GABA e glicina, poiché i rispettivi canali anionici legati al ligando sono permeabili al cloruro. Con concentrazioni interne di cloruro più elevate, la forza motrice esterna di questo ione aumenta e quindi l'apertura del canale porta al cloro che lascia la cellula, depolarizzandola in tal modo. In altre parole, l'aumento della concentrazione interna di cloruro aumenta il potenziale di inversione del cloruro, dato dall' equazione di Nernst. Più tardi nello sviluppo l'espressione di NKCC1 viene ridotta, mentre aumenta l'espressione di un trasportatore KCC2 K-Cl, portando così la concentrazione interna di cloruro nei neuroni a valori normali negli adulti.

### NKCC2
NKCC2 si trova specificamente nelle cellule dell' segmento ascendente spesso dell'ansa di Henle e della macula densa nei nefroni, le unità funzionali di base del rene. All'interno di queste cellule, la NKCC2 è presente nella membrana apicale sul versante del lume del nefrone, che è lo spazio vuoto contenente l'urina. La NKCC2 è utile sia nell'assorbimento del sodio che nel feedback tubuloglomerulare.
Il segmento spesso ascendente dell'ansa di Henle inizia nella parte più profonda del midollo esterno renale. Qui, l'urina ha una concentrazione di sodio relativamente alta. Mentre l'urina si sposta verso la porzione più superficiale del segmento spesso ascendente, NKCC2 è la principale proteina di trasporto mediante la quale il sodio viene riassorbito dall'urina. Questo movimento verso l'esterno del sodio e la mancanza di permeabilità all'acqua nel tratto ascendente spesso creano un'urina più diluita. Secondo la stechiometria delineata sopra, ogni Na+ riassorbito porta un K+ e due Cl-. Il sodio continua ad essere riassorbito nel sangue, dove contribuisce al mantenimento della pressione sanguigna.
Furosemide e altri diuretici dell'ansa inibiscono l'attività di NKCC2, compromettendo così il riassorbimento del sodio nel segmento spesso ascendente dell'ansa di Henle.
Il riassorbimento di sodio alterato aumenta la diuresi con tre meccanismi:
- Aumenta la quantità di osmoliti attivi nelle urine diminuendo l'assorbimento di sodio
- Elimina il gradiente papillare
- Inibisce il feedback tubuloglomerulare

Pertanto i diuretici dell'ansa alla fine provocano una riduzione della pressione sanguigna.
L'ormone vasopressina, stimola l'attività di NKCC2. La vasopressina stimola il riassorbimento del cloruro di sodio nel segmento ascendente spesso del nefrone attivando le vie di segnalazione. La vasopressina aumenta il traffico di NKCC2 verso la membrana e fosforila alcuni siti serinici e treoninici sul N-terminale citoplasmatico di NKCC2 situato nella membrana, aumentandone l'attività. L'aumentata attività di NKCC2 aiuta il riassorbimento di acqua nel condotto di raccolta attraverso i canali dell'acquaporina 2 creando un filtrato ipo-osmotico.

## Genetica
NKCC1 e NKCC2 sono rispettivamente codificati dai geni sui bracci lunghi dei cromosomi 15 e 5. Una mutazione di perdita di funzione di NKCC2 produce la sindrome di Bartter, un disturbo autosomico recessivo caratterizzato da alcalosi metabolica ipopotassiemica con pressione sanguigna con valori normali o bassi.

## Cinetica
Il trasporto è di tipo attivo secondario ed utilizza il sodio come ione motore, il gradiente del sodio è generato dalla pompa sodio-potassio posizionata sulla membrana basolaterale della cellula stessa. Il gradiente elettrochimico del sodio è stabilito dall'ATPasi Na-K, che è un enzima ATP-dipendente. Poiché le proteine NKCC usano il gradiente di sodio, la loro attività dipende indirettamente dall'ATP; per questo motivo, si dice che le proteine NKCC muovono i soluti attraverso il trasporto attivo secondario. Esistono tre isoforme di NKCC2 create mediante splicing alternativo (NKCC2 A, B e F). 
Ognuna di queste isoforme è espressa in porzioni diverse dell'segmento spesso ascendente e hanno affinità diverse per il sodio che si correla con la sua localizzazione. L'isoforma F è più predominante nella porzione più profonda dell'segmento spesso ascendente, dove la concentrazione di sodio è molto elevata. NKCC2F è l'isoforma con la più bassa affinità per il sodio e ciò consente al trasportatore di lavorare in questo ambiente ricco di sodio. Al contrario, NKCC2B è espresso nella porzione più superficiale dell' segmento spesso ascendente e della macula densa e ha la più alta affinità per il sodio. Ciò consente a NKCC2B di funzionare in questo ambiente povero di sodio senza saturare. L'isoforma NKCC2A mostra una distribuzione intermedia e affinità per il sodio.
In questo modo, NKCC2 è in grado di funzionare correttamente lungo la gamma di concentrazioni di sodio rilevate lungo l'segmento ascendente spesso.